# Michel Mompontet
Michel Mompontet, né le 26 août 1961 à Nice (Alpes-Maritimes), est un journaliste et écrivain français.

## Biographie
Michel Mompontet, originaire d'Aquitaine, a suivi son cursus scolaire au lycée Borda à Dax, vient à Paris pour étudier l'histoire de l'art et la musicologie avant de rejoindre en 1986 la télévision au service étranger d'Antenne 2. Il est notamment correspondant en Amérique latine.
Après avoir dirigé le service Culture à la rédaction de France 2, il participe à des émissions comme Envoyé spécial, Mon œil, Les Carnets d'utopies
.
En 2015, il est accusé par la présidente du Front national de « dérapage », de « racisme social » et de « mépris » à la suite de tweets sur son compte personnel. Celle-ci annonce vouloir saisir le Conseil supérieur de l'audiovisuel.
En 2018, il publie L'Étrange et drolatique voyage de ma mère en Amnésie qui retrace avec humour les péripéties de sa mère Geneviève face à la maladie d'Alzheimer,.

## Publication
- L'Étrange et drolatique voyage de ma mère en Amnésie, Éditions Jean-Claude Lattès, 2018 (ISBN 978-2-709-66056-3)